# Tigliole
Tigliole – miejscowość i gmina we Włoszech, w regionie Piemont, w prowincji Asti.
Według danych na styczeń 2009 gminę zamieszkiwało 1713 osób przy gęstości zaludnienia 106,3 os./1 km².